# 佐々木明義
佐々木 明義（ささき あきよし、1971年7月20日 - ）は、青森県三沢市出身の元プロ野球選手（内野手）。

## 来歴・人物
三沢商業高では高校通算35本塁打を記録。2年夏は県大会ベスト8まで進出した。
1989年のプロ野球ドラフト会議でオリックス・ブレーブスから6位指名を受け入団。
プロ5年目の1994年に一軍初出場を果たすが、1995年シーズン開幕直後に四條稔とのトレードで読売ジャイアンツへ移籍。移籍後は徐々に出場機会を増やし、2000年にプロ初本塁打を放っている。
二軍では3割前後の打率を残すことも多く、1998年には俊足を生かしイースタン盗塁王を獲得するなど活躍していたものの、一軍の厚い選手層に阻まれ定着できなかった。一軍では主に代走・守備要員しての出場だったが、2001年に同じポジションで川中基嗣が一軍に定着したこともあり、シーズン終了後に戦力外通告を受け、現役引退。陽気なムードメーカーでもあった。
2007年11月23日、吉幾三が立ち上げた社会人野球のクラブチーム「ブルーズヨシフォレスト」のメンバー選考会に練習生として合格（豪雪の影響で球場が使えず、面接による選考のものである）。コーチ兼任内野手として活動していたが、チームは2011年度をもって休止し、のちに解散した。
2020年6月27日、古巣の巨人とOBスカウトとしての契約を締結。青森エリアの有望選手の情報を巨人に提供する役割を担う。

## 詳細情報

### 年度別打撃成績
| 年 度     | 球 団      | 試 合 | 打 席 | 打 数 | 得 点 | 安 打 | 二 塁 打 | 三 塁 打 | 本 塁 打 | 塁 打 | 打 点 | 盗 塁 | 盗 塁 死 | 犠 打 | 犠 飛 | 四 球 | 敬 遠 | 死 球 | 三 振 | 併 殺 打 | 打 率 | 出 塁 率 | 長 打 率 | O P S |
| --------- | ---------- | ----- | ----- | ----- | ----- | ----- | -------- | -------- | -------- | ----- | ----- | ----- | -------- | ----- | ----- | ----- | ----- | ----- | ----- | -------- | ----- | -------- | -------- | ----- |
| 1994      | オリックス | 3     | 0     | 0     | 0     | 0     | 0        | 0        | 0        | 0     | 0     | 0     | 0        | 0     | 0     | 0     | 0     | 0     | 0     | 0        | ----  | ----     | ----     | ----  |
| 1995      | 巨人       | 1     | 0     | 0     | 0     | 0     | 0        | 0        | 0        | 0     | 0     | 0     | 0        | 0     | 0     | 0     | 0     | 0     | 0     | 0        | ----  | ----     | ----     | ----  |
| 1996      | 巨人       | 8     | 3     | 3     | 1     | 1     | 0        | 0        | 0        | 1     | 0     | 0     | 0        | 0     | 0     | 0     | 0     | 0     | 0     | 0        | .333  | .333     | .333     | .667  |
| 1997      | 巨人       | 16    | 5     | 4     | 4     | 1     | 0        | 0        | 0        | 1     | 0     | 0     | 0        | 1     | 0     | 0     | 0     | 0     | 2     | 0        | .250  | .250     | .250     | .500  |
| 1999      | 巨人       | 15    | 15    | 14    | 0     | 0     | 0        | 0        | 0        | 0     | 0     | 0     | 1        | 1     | 0     | 0     | 0     | 0     | 4     | 0        | .000  | .000     | .000     | .000  |
| 2000      | 巨人       | 23    | 10    | 8     | 5     | 1     | 0        | 0        | 1        | 4     | 3     | 1     | 1        | 0     | 0     | 1     | 0     | 1     | 2     | 0        | .125  | .222     | .500     | .722  |
| 通算：6年 | 通算：6年  | 66    | 33    | 29    | 10    | 3     | 0        | 0        | 1        | 6     | 3     | 1     | 2        | 2     | 0     | 1     | 0     | 1     | 8     | 0        | .103  | .133     | .207     | .340  |

### 記録
- 初出場：1994年5月14日、対日本ハムファイターズ8回戦（東京ドーム）、8回裏に福良淳一に代わり二塁手として出場
- 初安打：1996年9月21日、対中日ドラゴンズ24回戦（東京ドーム）、9回裏に阿波野秀幸の代打で出場、山本昌から
- 初先発出場：1999年5月20日、対ヤクルトスワローズ9回戦（明治神宮野球場）、1番・二塁手として先発出場
- 初本塁打・初打点：2000年6月21日　対中日ドラゴンズ13回戦（ナゴヤドーム）、7回表に佐野慈紀から左越3ラン
- 初盗塁：2000年7月2日、対広島東洋カープ14回戦（広島市民球場）、9回表に二盗（投手：小林幹英、捕手：瀬戸輝信）

### 背番号
- 48 （1990年 - 1995年途中）
- 54 （1995年途中 - 2001年）